# بروس د. بلاك
بروس د. بلاك (بالإنجليزية: Bruce D. Black)‏ هو محامي وقاضي أمريكي، ولد في 1947 في ديترويت في الولايات المتحدة.